# Flughafen Mpanda

i7
i11
i13
Der Flughafen Mpanda (IATA-Code: NPY, ICAO-Code: HTMP) ist ein Flughafen in der Region Katavi in Tansania.

## Lage
Der Flughafen liegt südöstlich des Stadtzentrums von Mpanda in verbautem Gebiet.

## Kenndaten
Der Flughafen wird von der staatlichen Behörde Tanzania Airports Authority (TAA) verwaltet.
- Start- und Landebahn: Die asphaltierte Piste liegt in einer Höhe von 1067 Meter über dem Meer in der Richtung 09/27. Sie hat eine Länge von 2000 und eine Breite von 30 Metern.[3]
- Anflugverfahren: Mpanda ist einer der wenigen Flughäfen in Tansania, der ein Anflugverfahren auf Basis des Globalen Navigationssatellitensystems (GNSS) verwendet.[2]

## Fluggesellschaften und Ziele
Die Fluggesellschaft Air Tanzania fliegt mehrmals in der Woche nach Bukoba, Daressalam und Tabora, sowie nach Nairobi, Lusaka und Harare (Stand Februar 2022).